# Bèo đánh trống
Bèo đánh trống (danh pháp khoa học: Spirodela polyrhiza) là một loài thực vật có hoa trong họ Ráy (Araceae). Loài này được (L.) Schleid. miêu tả khoa học đầu tiên năm 1839.

## Hình ảnh

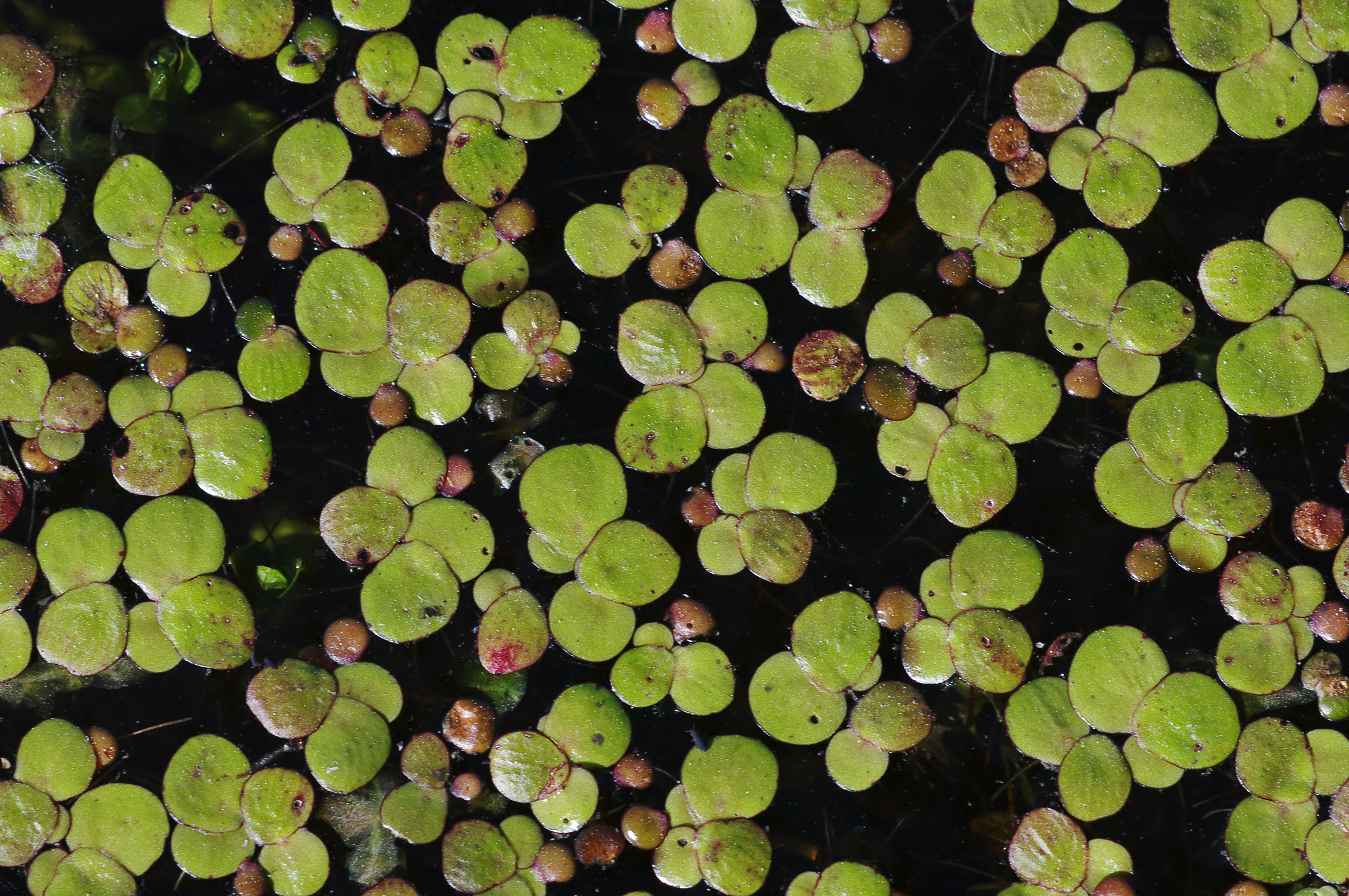
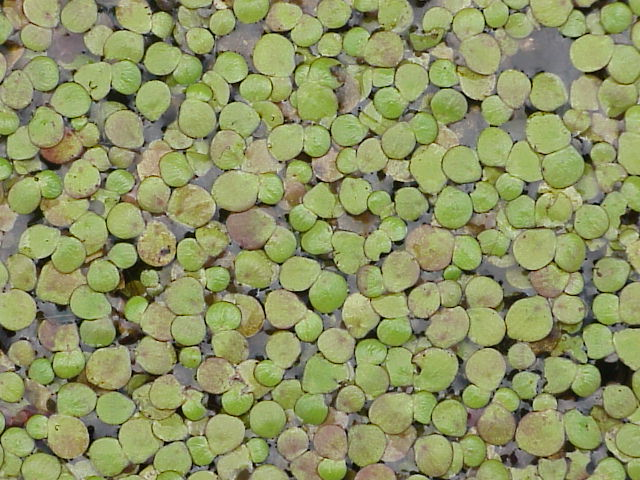
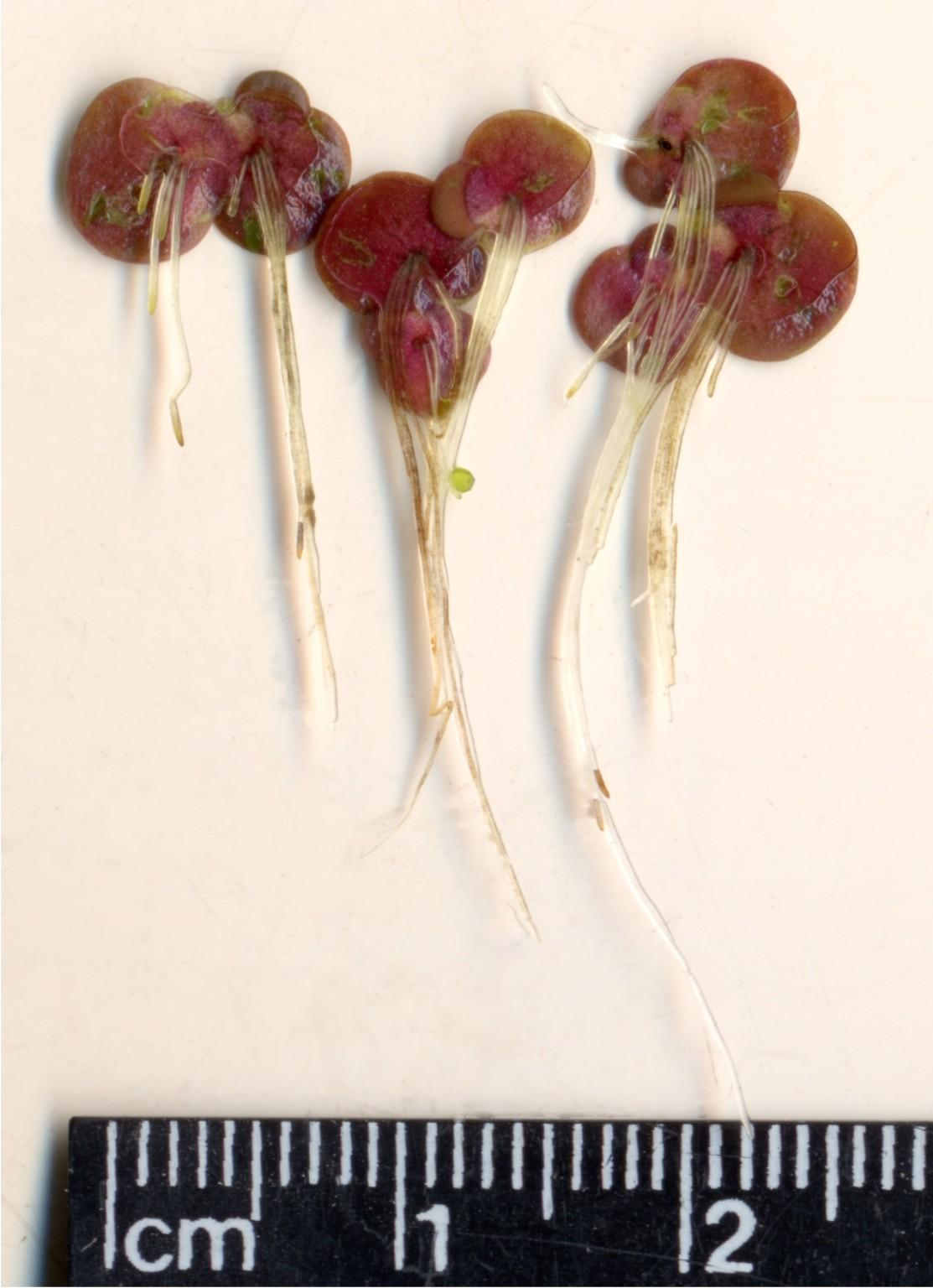